# Apalis personata
El apalis carinegro (Apalis personata) es una especie de ave paseriforme de la familia Cisticolidae endémica de las montañas del oeste de la región de los Grandes Lagos de África.

## Taxonomía
El apalis carinegro fue descrito científicamente en 1902 por el zoólogo inglés Richard Bowdler Sharpe.
Se reconocen dos subespecies:
- A. p. personata Sharpe, 1902 - se encuentra en el noreste y este de la República Democrática del Congo, Uganda, Burundi y Ruanda;
- A. p. marungensis Chapin, 1932 - localizada en el sureste de la República Democrática del Congo.

## Distribución y hábitat
Se encuentra en Burundi, el este de la República Democrática del Congo, Ruanda y Uganda. Su  hábitat natural son los bosque húmedos tropicales de montaña. 